# UC-7号潜艇
陛下之UC-7号艇是德意志帝国海军于第一次世界大战期间建造的其中一艘UC-I型近岸布雷潜艇或称U艇。它由汉堡的伏尔铿船厂承建，于1915年7月6日新船下水，至当月9日交付使用。其全长33.99米，水面及水下排水量分别为168吨和183吨，艇载武器则包括六具水雷投放井以及一门8毫米口径机枪。UC-7号入役后曾被部署至驻泽布吕赫的佛兰德区舰队，并参与了大西洋潜艇战。通过其三十四次布雷巡逻，共间接致沉32艘协约国或中立国的舰船，累计总吨位达49254吨。1916年7月5日，UC-7号在泽布吕赫附近失踪，推定为触雷沉没。艇内19名官兵全数阵亡。

## 设计
第一次世界大战爆发后，为配合欧洲大陆的战事，德意志帝国海军鱼雷监察局（Inspektion des Torpedowesens）于1914年9月向潜艇监察局（Inspektion des U-Bootwesens）提议，研制小型布雷潜艇用于在法国近岸水域实施水雷封锁。潜艇局随即完成了代号为“35a号工程”的设计方案，即UC-I型潜艇。有别于同时代的大多数潜艇类别，该型潜艇基本上采用单壳体；这意味着艇体全由耐压壳体构成，当中集成了用于下潜的潜水舱。这种结构类型是衍生自19世纪后期德国的第一艘实验性U艇，在当时实际上已显过时。
UC-7号是首批15艘UC-I型方案的七号艇。这个亚型是基于同时开发的近岸作业潜艇UB-I型发展而来，但体积略大，全长为33.99米，并有3.04米的吃水深度；舷宽则同样限定在3.15米，以满足铁路运输所要求的装载限界。其水上和水下排水量分别为168吨和183吨。艇只搭载有一台功率为90匹公制馬力（66千瓦特）的戴姆勒制六缸四冲程柴油发动机用于水面运行，以及一台175匹公制馬力（129千瓦特）的西门子-舒克特电动发电机供水下运行；它们用以驱动一根单轴直径为1.08米长的三叶螺旋桨。该艇的潜航深度为50米。
UC-7号在水上的最高速度为6.2節（11.5每小時），在水下的最高航速则为5.22節（9.67每小時）。它可以5節（9.3每小時）的速度在水上巡航780海里（1,440），或以4節（7.4每小時）的速度在水下巡航50海里（93）。作为专用的布雷潜艇，该艇取消了鱼雷发射管，改为六具倾斜式水雷存储井，并可携带12枚UC120型水雷。布雷时只需将存储井底部的盖板打开，水雷便可凭借自身重量滑入水中。此外，在甲板上还配备有一挺8毫米口径机枪作为辅助武器。其标准船员编制为1名军官及13名水兵。

## 历史
UC-7号是由国家海军办公室作为C项战时订单（Kriegsauftrag C）的一部分，于1914年11月23日向汉堡的伏尔铿船厂订购，建造编号为51。艇只于1915年7月6日下水，至当月9日在前UB-1号艇长、海军中尉弗朗茨·魏格尔的指挥下正式交付使用。格奥尔格·哈格海军中尉则自1915年11月30日接替成为UC-7号的末任艇长。与同型的大多数姊妹艇一样，UC-7号在竣工后便通过铁路被运往泽布吕赫，于1915年8月12日加入驻当地的佛兰德区舰队，成为海军佛兰德集团军的一份子。
在为期不足一年的服役生涯中，UC-7号参与了大西洋潜艇战，在布鲁日至加来之间的海域共完成34次布雷巡逻，足迹遍及英格兰东岸和法国北岸。在此期间，共有协约国或中立国的19艘商船、1艘军舰和12艘辅助军舰因撞上该艇布设的水雷而沉没，累计总吨位达49254吨。其中，体积最大的受害者是容积总吨达9181吨的荷兰客轮埃玛王后号（Koningin Emma），它于1915年9月22日从巴达维亚前往阿姆斯特丹途中，在距桑克灯船（Sunk Lightvessel）以西约1海里（1.9）处触雷沉没。被UC-7号击沉的唯一一艘军舰则是排水量为3520吨的英国皇家海军轻巡洋舰阿瑞图萨号，它于1916年2月11日在哈维奇泊地的北卡特勒航标（North Cutler Buoy）附近触雷沉没，导致舰上10名官兵阵亡。
1916年7月3日，UC-7号从泽布吕赫启航，前往英格兰海岸布设水雷，从此再未归航。UB-12号于7月5日在距奥斯坦德46（25海里）的布莱滩以西发现了一艘据信是 UC-7号的潜艇。根据报道，这艘潜艇的航行路线可能会使它闯入英国人布设的雷区并触雷沉没，艇内19名官兵全数阵亡。海军历史学家德怀特·R·梅西默指出，如果UC-7号正在返回基地，那么时间和地点将是正确的。7月19日，两名船员的尸体被冲到佛兰德海岸，进一步证实了这种说法。此外，英国摩托艇鲑鱼号（HMS Salmon）也声称于7月6日在绍斯沃尔德附近海域利用水听器和深水炸弹击沉了UC-7号，并因此获得了90英镑的嘉奖。但由于报告的方位距离UC-7号的活动区域太远，其真实性仍然存疑。

## 袭击历史摘要
| 日期           | 船名           | 船籍         | 吨位 | 结局 |
| -------------- | -------------- | ------------ | ---- | ---- |
| 1915年9月1日   | 马耳他号       | 英國皇家海軍 | 138  | 击沉 |
| 1915年9月1日   | 纳丁号         | 英國皇家海軍 | 150  | 击沉 |
| 1915年9月1日   | 萨沃纳号       | 英国         | 1180 | 击沉 |
| 1915年9月3日   | 彻斯顿号       | 英国         | 2470 | 击沉 |
| 1915年9月22日  | 埃玛王后号     | 荷蘭         | 9181 | 击沉 |
| 1915年9月26日  | 机警号         | 英国         | 69   | 击沉 |
| 1915年10月5日  | 纽卡斯尔人号   | 英国         | 1151 | 击沉 |
| 1915年10月6日  | 泰瑟尔水道号   | 荷蘭         | 1601 | 击沉 |
| 1915年11月28日 | 威廉·莫里森号  | 英國皇家海軍 | 212  | 击沉 |
| 1915年12月8日  | 伊格尼斯号     | 英国         | 2042 | 击沉 |
| 1915年12月10日 | 英斯塔号       | 挪威         | 780  | 击沉 |
| 1915年12月21日 | 纳斯代尔号     | 英国         | 1641 | 击沉 |
| 1915年12月31日 | 施皮顿号       | 英國皇家海軍 | 205  | 击沉 |
| 1916年2月6日   | 巴尔戈尼号     | 英国         | 1061 | 击沉 |
| 1916年2月8日   | 埃尔西克领地号 | 英国         | 3943 | 击伤 |
| 1916年2月11日  | 阿瑞图萨号     | 英國皇家海軍 | 3520 | 击沉 |
| 1916年2月26日  | 狄多号         | 英国         | 4769 | 击沉 |
| 1916年2月27日  | 梅克伦堡号     | 荷蘭         | 2885 | 击沉 |
| 1916年3月9日   | 啭鸟号         | 英國皇家海軍 | 2644 | 击沉 |
| 1916年3月18日  | 埃米尔号       | 英國皇家海軍 | 216  | 击沉 |
| 1916年3月18日  | 低地号         | 英国         | 1789 | 击沉 |
| 1916年3月19日  | 瓦尔帕号       | 英國皇家海軍 | 230  | 击沉 |
| 1916年3月24日  | 管鼻藿号       | 英国         | 1270 | 击沉 |
| 1916年3月25日  | 希拉里二号     | 英國皇家海軍 | 78   | 击沉 |
| 1916年3月26日  | 瑟尼号         | 英国         | 2579 | 击沉 |
| 1916年4月2日   | 布尔巴基号     | 法國         | 2208 | 击伤 |
| 1916年4月2日   | 指挥官号       | 英國皇家海軍 | 207  | 击沉 |
| 1916年4月9日   | 埃文号         | 英国         | 1574 | 击沉 |
| 1916年4月14日  | 艾伯塔号       | 英國皇家海軍 | 209  | 击沉 |
| 1916年4月14日  | 奥凯德斯号     | 英國皇家海軍 | 270  | 击沉 |
| 1916年4月15日  | 图斯纳施塔布号 | 挪威         | 859  | 击沉 |
| 1916年4月23日  | 莱娜·梅灵号    | 英國皇家海軍 | 274  | 击沉 |
| 1916年5月10日  | 多尔蔻思号     | 英国         | 1706 | 击沉 |
| 1916年6月18日  | 西康尼特号     | 美国         | 2294 | 击沉 |

## 脚注
1. ↑  Tarrant，第173頁.
2. 1 2  Helgason, Guðmundur. . German and Austrian U-boats of World War I - Kaiserliche Marine - Uboat.net.   [2009-02-20].
3. ↑  Gröner 1991，第30-31頁.
4. 1 2  Helgason, Guðmundur. . German and Austrian U-boats of World War I - Kaiserliche Marine - Uboat.net.   [2015-02-09].
5. 1 2  Helgason, Guðmundur. . German and Austrian U-boats of World War I - Kaiserliche Marine - Uboat.net.   [2015-02-09].
6. ↑  陈进，第45頁.
7. 1 2 3  Gröner 1991，第30–31頁.
8. 1 2  陈进，第46頁.
9. ↑  Herzog，第139頁.
10. 1 2  NARS，第86頁.
11. 1 2  Helgason, Guðmundur. . German and Austrian U-boats of World War I - Kaiserliche Marine - Uboat.net.   [2015-02-08].
12. ↑  Helgason, Guðmundur. . German and Austrian U-boats of World War I - Kaiserliche Marine - Uboat.net.   [2022-07-12].
13. ↑  Helgason, Guðmundur. . German and Austrian U-boats of World War I - Kaiserliche Marine - Uboat.net.   [2022-07-12].
14. ↑  Messimer，第244頁.